# Shabana Azmi
Shabana Azmi (hindi: शबाना आज़मी; ur. 18 września 1950 w Nowym Delhi, Indie) – jedna z najbardziej znanych indyjskich aktorek „kina niezależnego”. Sławna jest nie tylko z aktorstwa, ale i działalności społecznej. Za swoje role otrzymała liczne nagrody. Jest żoną indyjskiego scenarzysty Javed Akhtara (Don). Poprzednio związana 7 lat z Shekhar Kapurem, zagrała w jego debiucie Masoom.
W 1988 została wyróżniona Orderem Padma Shri.

## Filmografia
Od 1974 roku wystąpiła w ponad 100 filmach, zarówno komercyjnych, jak i bardziej niezależnych. Otrzymała 14 nagród i 4 nominacje. Wiele jej filmów było uznanych też poza Indiami (np. jej rola w Roland Joffe’a City of Joy)
- Ankur (1974) – Laxmi
- Nishaant (1975) – Sushila, żona nauczyciela
- Junoon (1978) – Firdaus, żona Javeda
- Amar Akbar Anthony - Laxmi, ukochana Amara
- Shatranj Ke Khiladi (1977) – Khurshid, żona Mirzy
- Sparsh (1980) – Kavita
- Arth (1982) – pani Pooja Inder Malhotra
- Masoom (1983, reż. Shekhar Kapur)
- Mandi  (1983) – Rukmini Bai
- The Bengali Night (1988, reż. Nicolas Klotz) – pani Sen
- Madame Sousatzka, (1988, reż. John Schlesinger) – Sushita
- Miasto radości, (1992, reż. Roland Joffé) – Kamla Pal
- In Custody (1993, reż. Ismail Merchant) – Imtiaz Begum
- Son of the Pink Panther (1993, reż. Blake Edwards) – królowa
- Fire (1996) – Radha
- Saaz (1997) – Bansi Vrundavan
- Side Streets (1998, Merchant Ivory Film) – pani Chandra Bipin Raj
- Earth (1998) – głos starszej Lenny
- Godmother (1999) – Rambhi
- Gaja Gamini (2000)
- Tehzeeb (2003) – Rukhsana Jamal
- Morning Raga (2004) – Swarnlatha
- 15 Park Avenue (2005) – Anjali „Anju” Mathur
- Waterborne (2005) – Heera Bhatti
- Umrao Jaan (2006) – Khannum Jaan
- Honeymoon Travels Pvt. Ltd. (2007) – Nahid
- Loins of Punjab Presents (2007) – Rrita Kapoor
- Sorry Bhai! (2008) – Mother Gayatri